# Menzel (Mondkrater)
Menzel ist ein sehr kleiner, schüsselförmiger Einschlagkrater auf der Mondvorderseite in der Ebene des Mare Tranquillitatis, südöstlich von Wallach und südwestlich von Zähringer.
Der Krater wurde 1979 von der IAU nach Donald Menzel offiziell benannt.